# 石狩郡
- 令制国一覧 > 北海道 (令制) > 石狩国 > 石狩郡
- 日本 > 北海道 > 石狩振興局 > 石狩郡

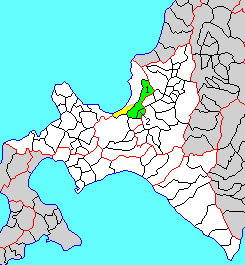
北海道石狩郡の位置（1.当別町 2.新篠津村 黄：明治期）

石狩郡（いしかりぐん）は、北海道（石狩国）石狩振興局管内の郡。
人口17,727人、面積500.9km²、人口密度35.4人/km²。（2025年6月30日、住民基本台帳人口）
以下の1町1村を含む。
- 当別町（とうべつちょう）
- 新篠津村（しんしのつむら）

## 郡域
1879年（明治12年）に行政区画として発足した当時の郡域は、上記1町1村のほか、下記の区域にあたる。
- 小樽市の一部（銭函四・五丁目）
- 江別市の一部（石狩川以北の篠津・中島・八幡・美原）
- 石狩市の一部（厚田区・浜益区を除く）

## 歴史

### 郡発足までの沿革
日本書紀に斉明天皇6年3月阿倍比羅夫が大河の河口で蝦夷と粛慎の交戦を知ったとあり、この大河が石狩川の河口にあたると言われている。
江戸時代の石狩郡域は西蝦夷地に属し、慶長年間には松前藩によって石狩川左岸河口付近に石狩十三場所のひとつトクヒラ場所が開かれ北前船も寄航し大いに栄えた。貞享5年6月26日、水戸藩主･徳川光圀が派遣した快風丸が石狩に到着、御目付足軽深野萩右衛門が石狩川上流まで足を伸ばしている。元禄7年には石狩弁天社が創建されている。陸上交通は、渡島国から天塩国増毛郡へ至る道（国道231号などの前身）の途上にあたり、安政年間にはすでに石狩川を渡る石狩渡舟が場所請負人によって運営されていた。
江戸時代後期になると、文化4年国防上の理由から石狩郡域は天領とされた。文政4年には一旦松前藩領に復したものの、安政2年再び天領となり幕府（箱館奉行）によって石狩役所が置かれ、幕命をうけた庄内藩が警固をおこなった。安政5年には能量寺および石狩八幡神社、安政6年には金龍寺および法性寺、文久3年には曹源寺が建立されている。戊辰戦争（箱館戦争）終結直後の1869年、大宝律令の国郡里制を踏襲して石狩郡が置かれた。

### 郡発足以降の沿革
- 1869年（明治02年）

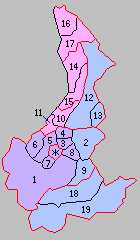
北海道一・二級町村制施行時の石狩郡の町村（10.石狩町 11.花川村 12.当別村 13.新篠津村。桃：石狩市 青：区域が発足時と同じ町村）

  - 8月15日（9月20日） - 北海道で国郡里制が施行され、石狩国および石狩郡が設置される。開拓使が管轄。
  - 8月20日（9月25日） - 兵部省の管轄となる（北海道の分領支配）。
- 1870年（明治03年）1月8日（2月8日） - 再び開拓使の管轄となる。
- 明治4年 - 本町、弁天町、新町、浜町、横町、仲町、船場町、若生町、八幡町、親船町、生振村、花畔村が成立。
- 明治5年
  - 4月9日（1872年5月15日） - 全国一律に戸長・副戸長を設置（大区小区制）。
  - 10月10日（1872年11月10日） - 4月に設置された区を大区と改称し、その下に旧来の町村をいくつかまとめて小区を設置（大区小区制）。
  - 同年、当別村が成立。
- 1876年（明治09年）9月 - 従来開拓使において随意定めた大小区画を廃し、新たに全道を30の大区に分ち、大区の下に166の小区を設けた。

- 第2大区
  - 1小区 ： 本町、弁天町、新町、浜町、横町、仲町、船場町、親船町、花畔村
  - 2小区 ： 若生町、八幡町、生振村
  - 3小区 ： 当別村

- 1879年（明治12年）7月23日 - 郡区町村編制法の北海道での施行により、行政区画としての石狩郡が発足。
- 1880年（明治13年）3月 - 石狩郡外七郡役所（石狩厚田浜益上川樺戸雨竜空知夕張郡役所）の管轄となる。
- 1881年（明治14年）- 篠津村が成立。
- 1882年（明治15年）2月8日 - 廃使置県により札幌県の管轄となる。同年樽川村が成立。
- 1884年（明治17年）4月 - 石狩郡外二郡役所（石狩厚田浜益郡役所）の管轄となる。
- 1886年（明治19年）1月26日 - 廃県置庁により北海道庁札幌本庁の管轄となる。
- 1889年（明治22年）1月 - 札幌郡外四郡役所（札幌石狩厚田浜益千歳郡役所）の管轄となる。
- 1891年（明治24年）3月 - 札幌郡外九郡役所（札幌石狩厚田浜益千歳空知夕張樺戸雨竜上川郡役所）の管轄となる。
- 1896年（明治29年）6月 - 札幌郡外四郡役所（札幌石狩厚田浜益千歳郡役所）の管轄となる。同年篠津村より新篠津村が分村。
- 1897年（明治30年）11月5日 - 郡役所が廃止され、札幌支庁の管轄となる。
- 1902年（明治35年）4月1日 - 北海道二級町村制の施行により、以下の町村が発足。（1町2村）
  - 石狩町（二級町） ← 本町、弁天町、新町、浜町、仲町、横町、船場町、親船町、若生町、八幡町、生振村（現・石狩市）
  - 花川村（二級村） ← 花畔村、樽川村（現・石狩市）
  - 当別村（二級村、単独村制、現・当別町）
- 1906年（明治39年）4月1日 - 北海道二級町村制の施行により、篠津村が札幌郡江別村の一部となり、郡より離脱。
- 1907年（明治40年）4月1日
  - 石狩町・花川村が合併して北海道一級町村制を施行し、石狩町（一級町）が発足。（1町1村）
  - 当別村が北海道一級町村制を施行。
- 1915年（大正04年）4月1日 - 北海道二級町村制の施行により、新篠津村（二級村、単独村制）が発足。（1町2村）
- 1922年（大正11年）8月17日 - 札幌支庁が石狩支庁に改称。
- 1943年（昭和18年）6月1日 - 北海道一・二級町村制が廃止され、北海道で町村制を施行。二級町村は指定町村となる。
- 1946年（昭和21年）10月5日 - 指定町村を廃止。
- 1947年（昭和22年）
  - 5月3日 - 地方自治法の施行により北海道石狩支庁の管轄となる。
  - 7月1日 - 当別村が町制施行して当別町となる。
- 1975年（昭和50年） - 石狩町の一部（樽川の一部[1]）が小樽市に編入。
- 1996年（平成08年）9月1日 - 石狩町が市制施行して石狩市となり、郡より離脱。（1町1村）
- 2010年（平成22年）4月1日 - 石狩支庁が廃止され、石狩振興局の管轄となる。